# Institut médicoprofessionnel
Les instituts médicoprofessionnels (IMPro) ont été nommés ensuite section d'initiation et de première formation professionnelle (SIPFP). Ces structures en France, souvent intégrées dans les instituts médicoéducatifs, accueillent des personnes en situation de handicap mental mais aussi trouble associé et/ou cognitif de 14 à 20 ans ou plus, ayant pour but l'apprentissage professionnel ou préprofessionnel. Ces établissements sont souvent dotés d’un internat. Les enfants et adolescents pris en charge bénéficient de la protection de leurs droits fondamentaux selon les dispositifs de droit commun applicables à toutes les catégories d’établissements et services sociaux et médico-sociaux (ESSMS).